# Desembarcament d'Al-Faw
El desembarcament d'Al-Faw va ocórrer el 6 de novembre de 1914, i la batalla de la fortalesa d'Al-Faw el 8 de novembre de 1914, quan les forces britàniques van atacar a la fortalesa otomana d'Al-Faw.
Els britànics van conquerir la fortalesa.

## Antecedents
Quan l'Imperi Otomà va entrar en la Primera Guerra Mundial, els britànics temien per la seguretat dels camps petrolífers del Golf Pèrsic. Per a protegir les seves instal·lacions, els britànics van decidir capturar la part de la costa del Golf Pèrsic controlada pels otomans.
La fortalesa d'Al-Faw era la principal fortalesa otomana de la costa del Golf Pèrsic. Els britànics van assignar la missió de capturar-la a la Indian Expeditionary Force D (IEF D), formada per la 6th (Poona) Division i comandada pel Tinent General Arthur Barrett, junt amb Sir Percy Cox com a Political Officier.

## El desembarcament
La primera força de desembarcament va ser la 16a (Poona) Brigada, sota el comandament del general de brigada Delamain.
Les tropes britàniques van desembarcar a la platja d'Al-Faw el 6 de novembre de 1914, i van rebre immediatament el foc pesat de la fortalesa d'Al-Faw.
Quan els britànics avançaven cap a la fortalesa, es van trobar amb els assalts de la infanteria otomana. Els britànics van aconseguir repel·lir els atacs, però no van poder prendre la fortalesa, perquè la seva artilleria pesant encara no havia desembarcat.
Posteriorment, els britànics van cavar trinxeres al voltant de la fortalesa, i de tant en tant disparaven projectils cap a la fortalesa.

## La batalla de la fortalesa d'Al-Faw
L'artilleria pesant britànica va arribar el 8 de novembre i els britànics començaren immediatament a bombardejar la fortalesa otomana. L'artilleria va trencar les parets i les tropes britàniques van carregar contra la fortalesa. Després de 45 minuts de combats a curta distància dins de la fortalesa, els britànics van aconseguir capturar la fortalesa i fent 300 presoners otomans.
L'endemà, els britànics ocuparen sense lluita el port d'Al-Faw, i la resta de la divisió va començar a desembarcar.

## Conseqüències
Amb la captura d'Al-Faw, els otomans ja no controlaven tot el Golf Pèrsic i les instal·lacions britàniques van quedar fora de perill.
No obstant això, els britànics van veure que les seves instal·lacions no estarien veritablement segures fins que capturessin Bagdad. Això va donar lloc a diverses campanyes contra Bagdad que donarien lloc a la captura d'aquesta ciutat pels britànics el 1917.